# 끝내주는 해결사
《끝내주는 해결사》는 2024년 1월 31일부터 2024년 3월 7일까지 방송된 JTBC 수목 드라마다.

## 기획 의도
대한민국 최고의 이혼 해결사가 의뢰인의 문제적 결혼 생활에 대신 종지부를 찍어주는 ‘나쁜 배우자’ 응징 솔루션을 담은 드라마

## 제작진

### 제작사
- 하우픽쳐스
- 드라마하우스스튜디오
- SLL

### 제작
- 박진형
- 손재성
- 조준형
- 박상억

### 극본
- 정희선

### 연출
- 박진석 : KBS 2TV 수목 드라마 《대박부동산》, KBS 2TV 월화 드라마 《학교 2017》, KBS 2TV 특집 드라마 《맨몸의 소방관》 연출

## 등장 인물

### 주요 인물
- 이지아 : 김사라 역
- 강기영 : 동기준 역
- 오민석 : 노율성 역

### 솔루션 사람들
- 김선영 : 손장미 역
- 이태구 : 권대기 역
- 서혜원 : 강봄 역
- 김시현 : 장희진 역

### 사라와 기준의 사람들
- 나영희 : 차희원 역
- 강애심 : 박정숙 역 (사망, 1회 ~ 2회)
- 정민준 : 노서윤 역
- 이서안 : 한지인 역 - 국회의원의 딸

### 기타 인물
???? : 윤변호사역
- 정가희 : 서민희 역
- 이도엽 : 장재국 역
- 심이영 : 이주원 역
- 미상 : 이주원의 딸 역
- 한보름 : 최라희 역
- 오동민 : 강철 역 - 최라희의 남편
- 미상 : 유민철 역
- 손지나 : 김영아 역
- 미상 : 천지동산 목사 역
- 성기윤 : 서웅진 역
- 미상 : 서웅진의 아내 역
- 이두석 : 박진우 역
- 정한빛 : 나유미 역
- 김제은 : 배소희 역
- 미상 : 배소희의 옛 남친 역
- 미상 : 한지인의 아버지 역
- 서윤아 : 박나연 역
- 박성일 : 공득구 역

## 시청률
| 2023년 | 2023년   | 2023년         | 2023년       |
| 회차   | 방송일   | AGB 시청률     | AGB 시청률   |
| 회차   | 방송일   | 대한민국(전국) | 수도권(서울) |
| ------ | -------- | -------------- | ------------ |
| 제1회  | 1월 31일 | 3.311%         | 3.363%       |
| 제2회  | 2월 1일  | 4.897%         | 5.195%       |
| 제3회  | 2월 7일  | 5.750%         | 5.642%       |
| 제4회  | 2월 8일  | 5.680%         | 5.513%       |
| 제5회  | 2월 14일 | 4.641%         | 4.386%       |
| 제6회  | 2월 15일 | 5.585%         | 5.801%       |
| 제7회  | 2월 21일 | 5.529%         | 5.743%       |
| 제8회  | 2월 22일 | 5.229%         | 4.972%       |
| 제9회  | 2월 28일 | 4.590%         | 4.410%       |
| 제10회 | 2월 29일 | 4.958%         | 5.056%       |
| 제11회 | 3월 6일  | 4.187%         | 3.852%       |
| 제12회 | 3월 7일  | 5.775%         | 5.931%       |

## 참고 사항
- 나영희, 정민준은 KBS 2TV 일일 드라마 《황금 가면》 이후 2년 만에 재회하여 캐스팅 되었다.
- 끝내주는 해결사 후속 이후에 모든 방송사들의 2024년 3월 13일부터 2024년 4월 25일까지 수목극 작품이 나오지 않았다.

## 같이 보기
- 대한민국의 텔레비전 드라마 목록
- 2024년 대한민국의 텔레비전 드라마 목록